# Gynacanthaeschna sikkima
Gynacanthaeschna
Genre
Espèce
Synonymes
- Cephalaeschna lugubris Martin, 1909[1]
- Cephalaeschna sikkima Karsch, 1891[1]

Statut de conservation UICN

 LC  : Préoccupation mineure
Gynacanthaeschna sikkima, unique représentant du genre Gynacanthaeschna, est une espèce de libellules de la famille des Aeshnidae (sous-ordre des Anisoptères, ordre des Odonates).
Cette espèce se retrouve à plus de 1 200 mètres dans le Nord de l'Inde et du Népal .

## Systématique
L'espèce Gynacanthaeschna sikkima a été initialement décrite en 1891 par Ferdinand Karsch sous le protonyme de Cephalaeschna sikkima. En 1921, Frederic Charles Fraser (d) l'a classée sous le genre Gynacanthaeschna qui lui est propre.

## Publications originales
- Genre Gynacanthaeschna :
  - (en) Major F. C. Fraser, « Indian Dragonflies - Part XIII », Journal of the Bombay Natural History Society, Bombay, Bombay natural history society et inconnu, vol. 28, nos 3-4,‎ 1922, p. 610-621 (ISSN 0006-6982, OCLC 1536710, lire en ligne).
- Espèce Gynacanthaeschna sikkima (sous le protonyme de Cephalaeschna sikkima) :
  - (de) Ferd. Karsch, « Kritik des Systems der Aeschniden », Entomologische Nachrichten, Putbus et Berlin, Inconnu, inconnu, inconnu et inconnu, vol. 17, no 18,‎ septembre 1891, p. 273-290 (ISSN 2944-4829, OCLC 5844710, lire en ligne).